# Dumitru Mitu
Dumitru Mitu, né le 13 février 1975 à Bucarest, est un footballeur roumain, aujourd'hui retraité, qui joue au poste de milieu offensif.

## Biographie
Dumitru Mitu évolue en Roumanie, en Croatie, en Grèce et en Chine.
Participant régulièrement aux compétitions européennes, il dispute sept matchs en Ligue des champions, et 22 en Coupe de l'UEFA, inscrivant quatre buts. Il participe à la phase de groupe de la Ligue des champions lors de la saison 2004-2005 avec l'équipe du Panathinaïkos.

## Palmarès
| NK Osijek - Coupe de Croatie - Vainqueur : 1999 |  | Dinamo Zagreb - Championnat de Croatie - Champion : 2003 et 2006 - Vice-champion : 2004 - Coupe de Croatie - Vainqueur : 2004 - Supercoupe de Croatie - Vainqueur : 2002 et 2003 |  | HNK Rijeka - Coupe de Croatie - Vainqueur : 2005 |  | Panathinaïkos - Championnat de Grèce - Vice-champion : 2005 |